# ロベルト・オブスト
ロベルト・オブスト（Robert Obst 、1995年7月6日 - ）は、ポーランド・シュチェチン出身のサッカー選手。IIリガ・シヴィト・シュチェチン所属。ポジションは、ディフェンダー（センターバック）。

## タイトル
コトヴィツァ・コウォブジェク
- IIIリガ (グループII): 2021-22[2]

シヴィト・シュチェチン
- IIIリガ (グループII): 2023-24[3]
- ポーランド・カップ (西ポモージェ県): 2023-24[4]